# Белфастська затока

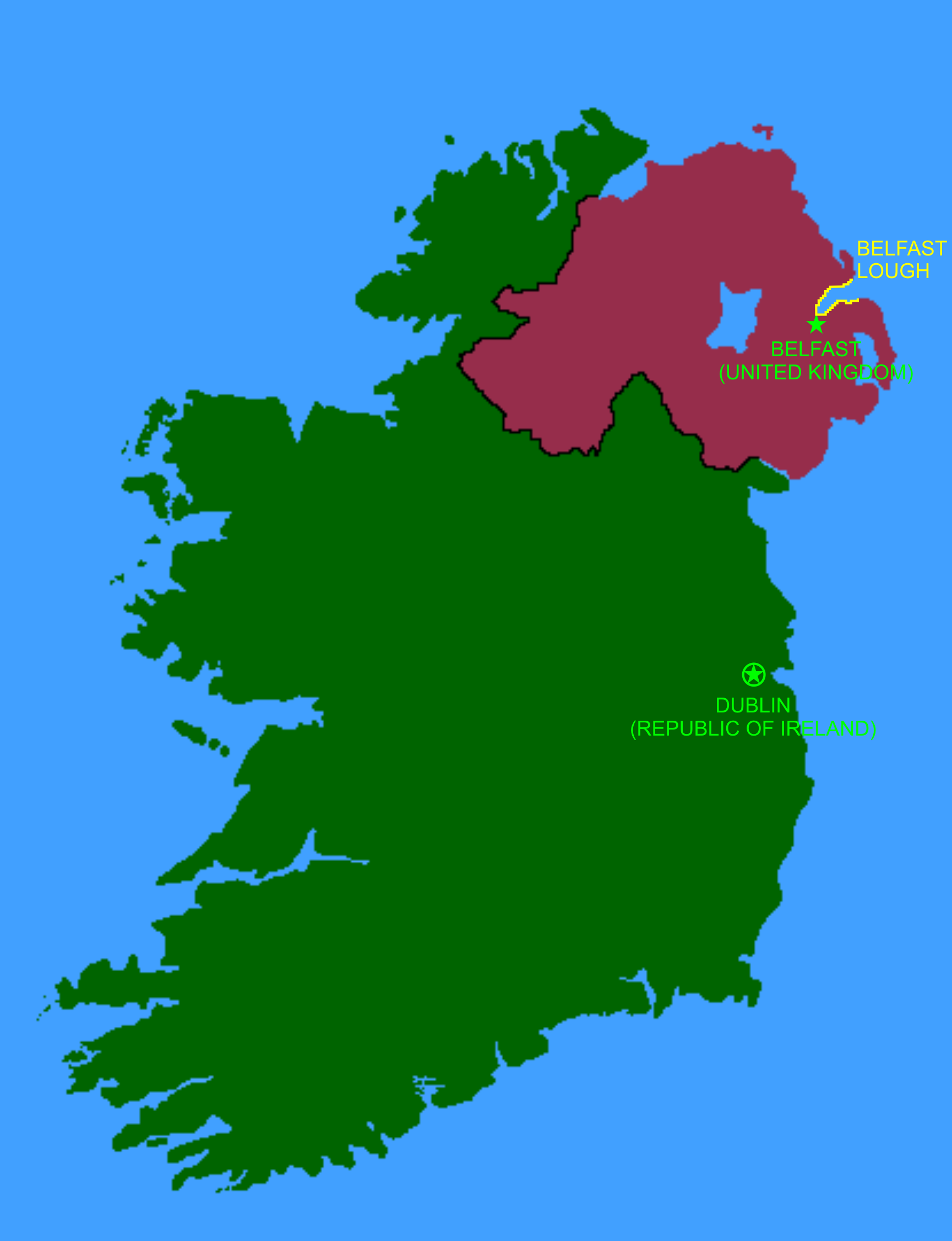
Острів Ірландия. Зеленим позначена Республіка Ірландія, бузковим — Північна Ірландія, жовтим — Белфастська затока

Белфастска затока або Белфаст-Лох (англ. Belfast Lough, ірл. Loch Lao / Loch Laoigh) — велика природна затока Ірландського моря в гирлі річки Лаган на східному узбережжі острова Ірландія. Внутрішня частина затоки являє собою накопичення міляків і лагун. Зовнішня частина здебільшого має скелясті береги, зрідка — піщані пляжі. Затока є морською брамою міста Белфаст, крім того на узбережжі затоки розташовані міста Бангор, Холівуд і Керрікфергус.

## Заповідник Белфастської затоки
Декілька міляків і прилеглих до них ділянок узбережжя, а також поля зі ставком недалеко від аеропорту, належать заповіднику, що контролюється Королівським товариством охорони птахів. Ці природоохоронні території дуже важливі для місцевих птахів, серед яких здебільшого зустрічаються великий грицик, кулики-сороки і травник.

## Цікаві факти
- У Белфастских доках на верфі компанії «Харленд энд Волфф» був збудований всесвітньовідомий «Титанік».